# E105
För andra betydelser, se E105 (olika betydelser).

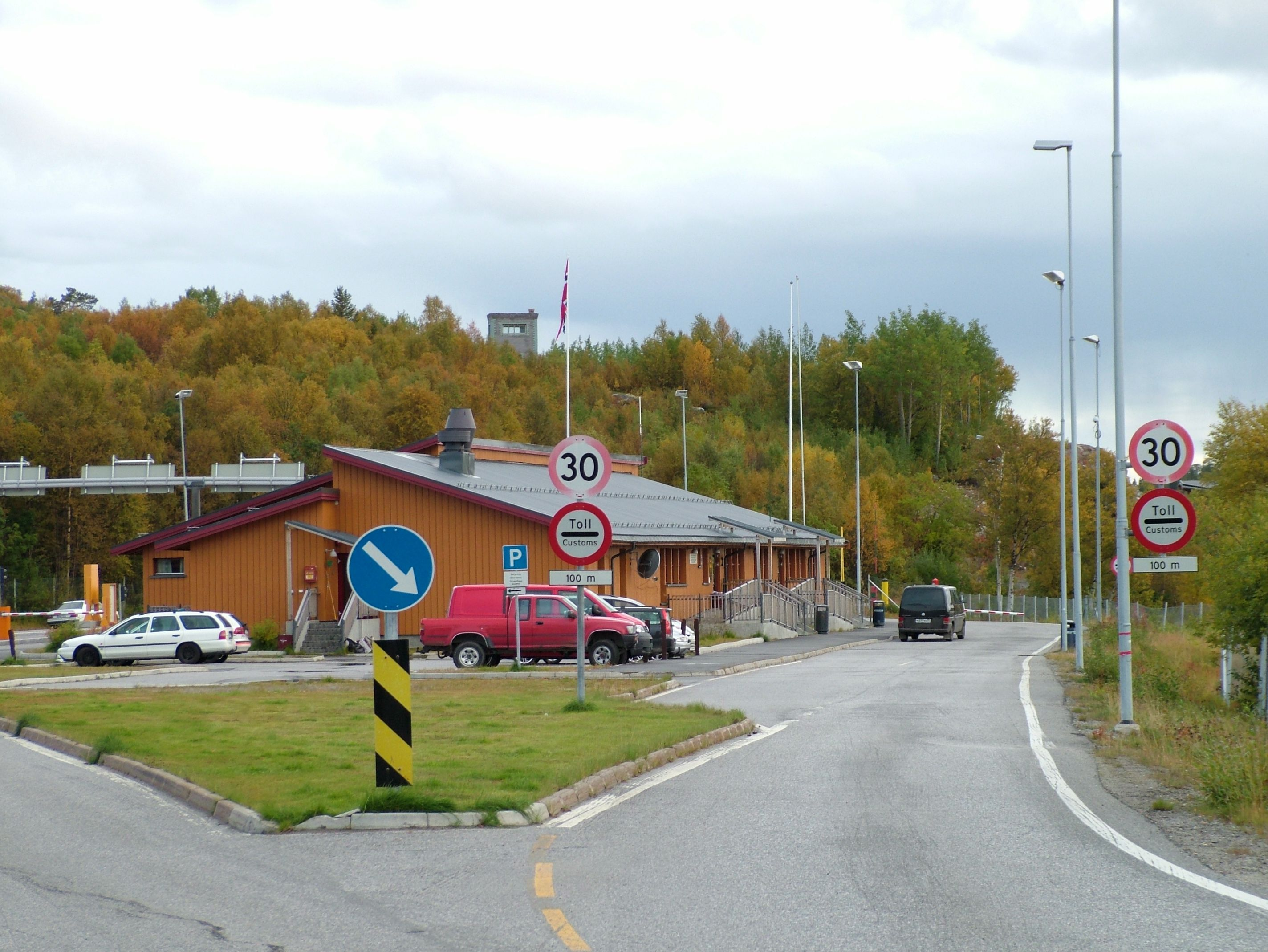
Storskog, gränsstation i Norge på gränsen till Ryssland

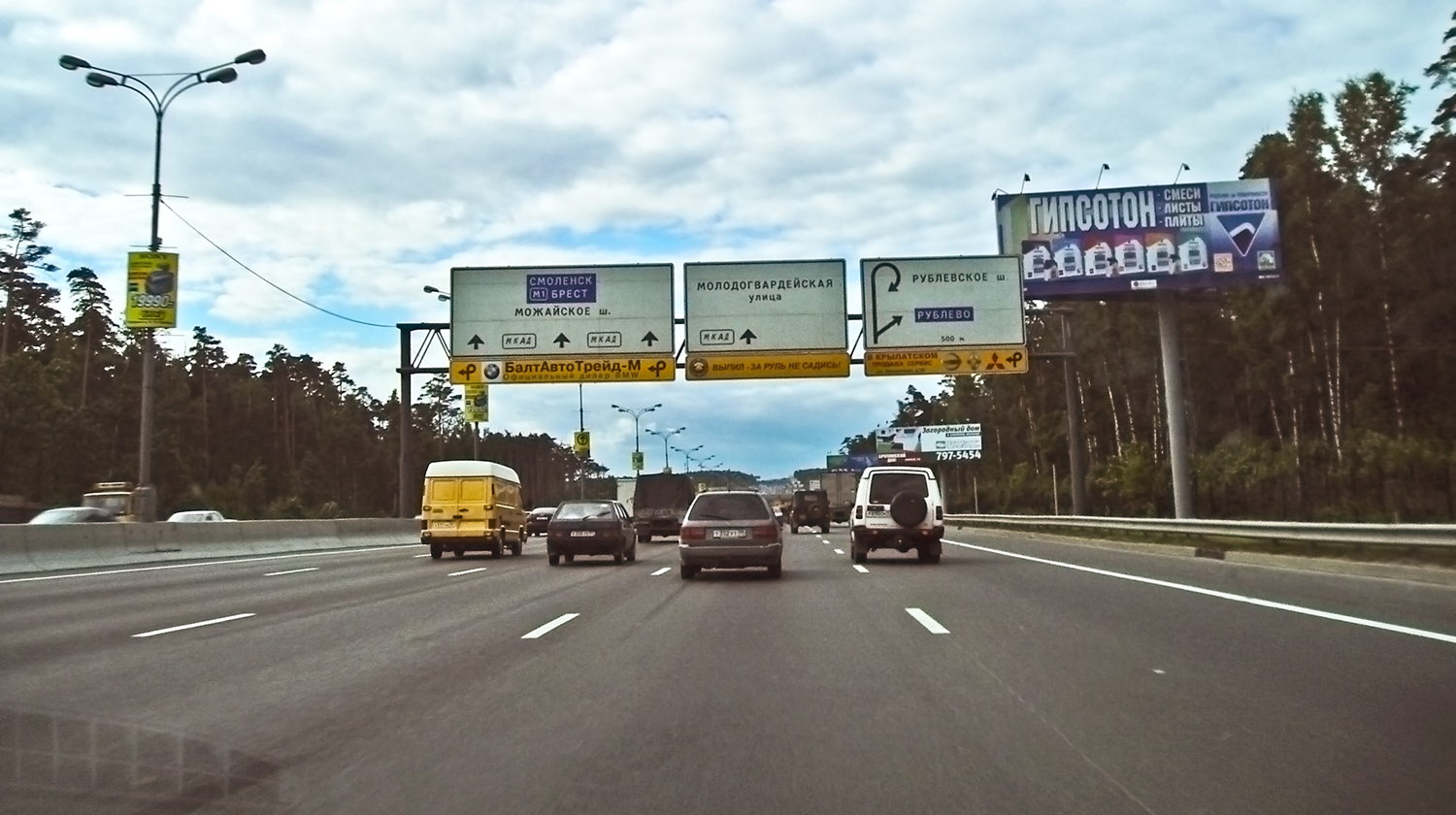
Moskvas ringled. E105 är oftast smalare än så här.

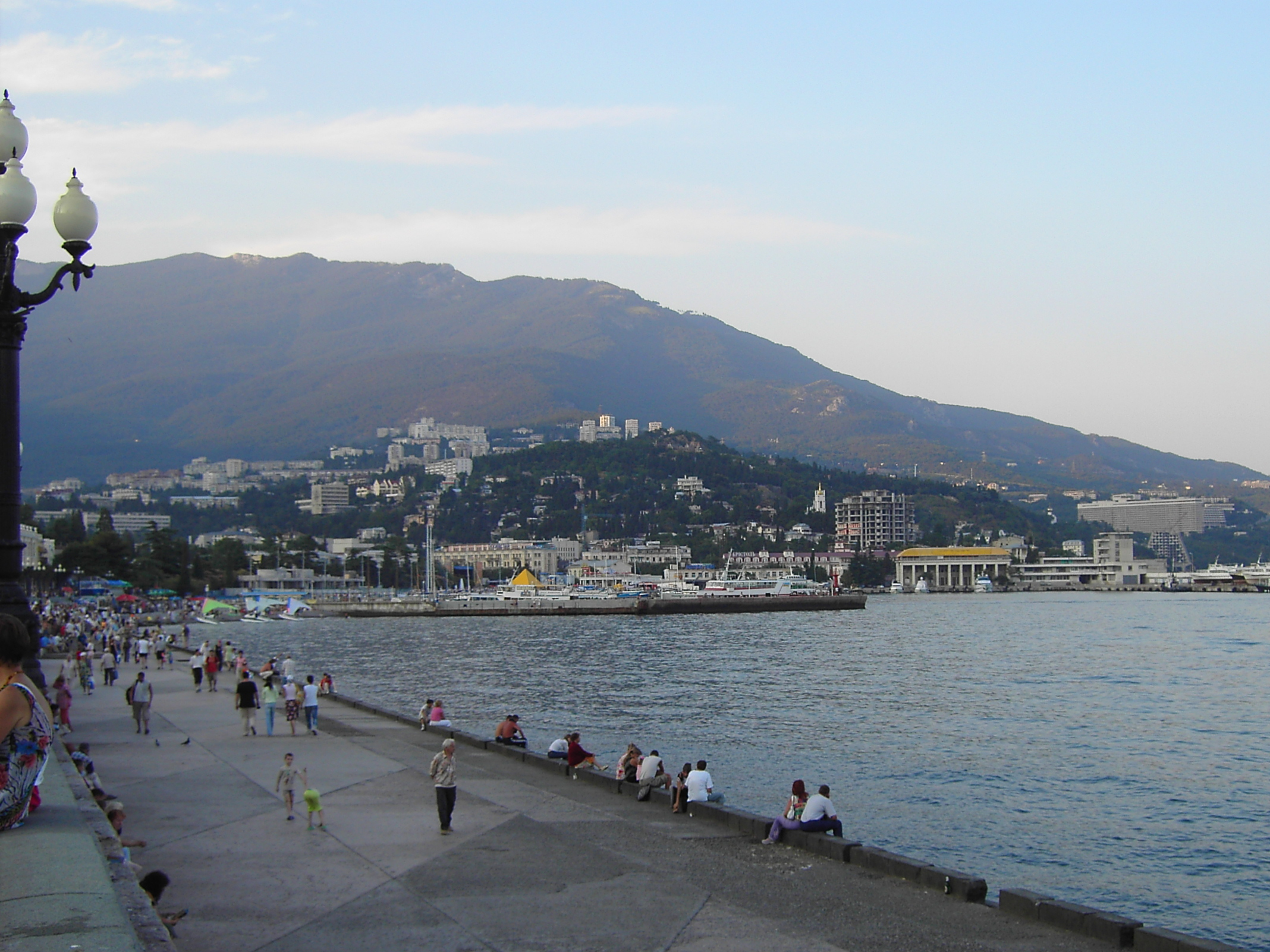
E105 slutar i Jalta.

Europaväg som går mellan Kirkenes i Finnmark fylke i norra Norge, och Jalta i sydöstra Ukraina.
Vägen passerar Murmansk, S:t Petersburg och Moskva. Längd 3 770 km, varav 15 km i Norge, 2 970 km i Ryssland och 780 km i Ukraina. Det är den längsta vägen inom ett land inom Europa, även om europavägar i och för sig inte är den primära skyltningen i Ryssland, utan de skyltas bara som extraskyltning. Sträckan mellan S:t Petersburg och Moskva ingår också i Asienväg 8.

## Sträckning
Kirkenes - Hesseng – Storskog/Borisoglebsk (gräns Norge-Ryssland) - Petsamo – Murmansk - Petrozavodsk - Sankt Petersburg - Moskva - Orjol - (gräns Ryssland-Ukraina) - Charkiv - Simferopol - Alusjta - Jalta

## Standard
Vägen är landsväg största delen. Den är oftast ganska rak (lite krokigare norr om Kandalaksha), och belagd hela vägen, även om asfaltskvaliteten kan variera. Mellan Moskva och Sankt Petersburg är det är rätt hårt trafikerad landsväg. Vägen passerar Moskva på en 5+5-filig motorväg, Moskvas ringled, och Sankt Petersburg på 4+4-filig motorväg. Sträckan Moskva-Orjol (180 km) samt sträckan förbi Novgorod (40 km) är också motorväg.